# فضل الليل على النهار (فلم)
فضل الليل على النهار (بالفرنسية: Ce que le jour doit à la nuit)، فيلم دراما ورومانسية وتاريخ فرنسي للمخرج الفرنسي المزداد بالجزائر العاصمة، ألكساندر أركادي. أخرَجهُ سنة 2012، وبُنِيَ على رواية تحمل نفس الاسم للكاتب الجزائري ياسمينة خضرا.

## روابط خارجية
- مقالات تستعمل روابط فنية بلا صلة مع ويكي بيانات